# 矢崎精二
矢崎 精二（やざき せいじ、1951年 - ）は、日本の実業家。福岡県生まれ。
1974年、関東学院大学経済学部を卒業。同年物産ロイヤルに入社し、7月親会社になるロイヤル株式会社に転職する。1977年ロイヤルホスト1号店の店長に抜擢、2011年1月ロイヤルホスト代表取締役社長に就任。1996年以降15年に渡るロイヤルグループ既存店の売り上げ減少に歯止めをかけ、V字回復させる。ロイヤル既存店を高級路線に転換させた人物としても知られる。座右の銘は「一期一食」。2014年4月10日放映の『カンブリア宮殿』に出演。2016年、親会社となるロイヤルホールディングスの専務に就任。2017年退任。